# Etuta illír királyné
Etuta (ógörög Ετούτα, modern albán átiratban gyakran Etleva; Dardánia, ? – Iguvium (?), i. e. 167 után) dardán származású illír királyné. Monuniosz dardán király lánya, az Illír Királyság utolsó uralkodója, az i. e. 188/181 és i. e. 168 között hatalmon lévő Genthiosz felesége.

## Életútja
Az ókori epigráfiai leletek alapján az Etutát illír női névként tartják számon a kutatók. Monuniosz dardán király lánya volt, akit III. Pleuratosz illír király kisebbik fiával, Platórral jegyeztek el. Platór bátyja, Genthiosz azonban megölette öccsét – és annak barátait, Etritoszt és Epikadoszt –, majd ő vette feleségül Etutát. Az eseményt Polübiosz és Titus Livius az i. e. 169-es év kapcsán említi, de a történészek feltételezései szerint arra jóval korábban, Genthiosz trónra léptekor, de legkésőbb i. e. 180 körül került sor. Így magyarázható, hogy i. e. 168-ban Genthiosznak és Etutának már két nagyobb fiúgyermeke volt: Szkerdilaidasz és Platór. Egyes nézetek szerint a szerelemféltés mellett a testvérgyilkosság fő indoka az illír uralkodói házon belüli Róma-barát (Genthiosz) és makedónbarát (Platór) frakciók érdekkonfliktusa volt.
Etuta életének részletei nem ismertek, csak annyit tudni, hogy az Illír Királyság megsemmisülésével záruló harmadik római–illír háborúban, i. e. 168 februárjában fiaival együtt Meteon erődítésében húzta meg magát, míg férje, Genthiosz Szkodrát igyekezett tartani a római támadás ellenében. Etuta Meteonban került a rómaiak kezére, majd a királyi család többi tagjával együtt, a rómaiak foglyaként Rómába. Egy év elteltével, i. e. 167 februárjában Rómában sor került az illírek felett aratott győzelem diadalmenetére, amelyben a megszégyenült királyi család is felvonult. Ezt követően Genthioszt és Etutát a királyi család többi tagjával együtt előbb Spoletiumba, majd a helyiek tiltakozása miatt az umbriai Iguviumba deportálták. Vélhetően itt fejezte be életét.